# 德温·努涅斯
德温·傑拉德·努涅斯（Devin Gerald Nunes，1973年10月1日—）是來自美國加利福尼亞州的一位政治人物，在2003年至2022年間任職於美国众议院，先后代表第二十一和第二十二选区。在众议院期间，他在籌款委員會和情報委員會上任职。2018年2月2日，众议院情报委员会解密了努涅斯备忘录；该备忘录是有关联邦调查局和美国司法部“通俄门”调查的机密备忘录，由时任委员会主席的努涅斯根据机密文件指示下属撰写；它的解密在美国政坛掀起了一阵风波。2022年1月1日，努涅斯正式從眾議院辭職，並加入了美國前总统唐纳德·特朗普2021年创立的特朗普媒體與科技集團擔任CEO一職。